# وينستون غروم
وينستون غروم (بالإنجليزية: Winston Groom)‏ (23 مارس 1943، واشنطن العاصمة في الولايات المتحدة – 16 سبتمبر 2020، فيرهوب ألابامية في الولايات المتحدة)؛ مؤرخ، كاتب سيناريو، كاتب وروائي أمريكي.

## روابط خارجية
- وينستون غروم على موقع IMDb (الإنجليزية)
- وينستون غروم على موقع قاعدة بيانات الفيلم (الإنجليزية)